# Paintbox Junior
Paintbox Junior is een computerspel bedoeld voor kinderen van 4 tot en met 12 jaar. Dit spel is een verwijzing naar Microsoft Paint, een computerprogramma waarmee eenvoudige tekeningen kunnen worden gemaakt. Hetzelfde kan ook met Paintbox Junior, dat in vergelijking met het programma van Microsoft wel meer mogelijkheden biedt. Paintbox Junior is er in verschillende versies. De eerste versie is ontworpen in 2000. 

## Systeemvereisten
- Pentium 90 MHz
- Windows 95/Windows 98
- 8 Mb RAM
- SVGA videokaart
- 2 speed cd-rom speler

## Mogelijkheden
- Kleurenpalet
- Emmertje (geheel ingekleurd)
- Stempels
- Vierkante vorm
- Rechte lijn
- Cirkel vorm
- Gekromde lijn
- Penseel
- Vrije vorm lijn
- Potlood
- Uitwrijven
- Kleuren mengen
- Gum